# Okinawaspecht
De okinawaspecht (Dendrocopos noguchii synoniem: Sapheopipo noguchii ) is een endemische vogelsoort uit de familie Picidae (spechten). De vogel werd in 1887 door de Britse vogelkundige Henry Seebohm geldig beschreven. De Japanse naam is Noguchigera (ノグチゲラ).

## Kenmerken
De vogel is 31 tot 35 cm lang. De vogel is overwegend bruin gekleurd. Rond het oog en op de buik en borst is het wat lichter, meer grijsbruin, de slagpennen zijn weer veel donkerder bruin en hebben witte vlekken. Verder hebben sommige veren rode randen zodat er her en der rood door het donkerbruin in het verenkleed te zien is. Kenmerkend is verder een rode kruin, maar aan de basis zijn de kruinveren donker. Op afstand oogt de vogel geheel dofbruin.

## Verspreiding en leefgebied
Deze soort is endemisch op Okinawa, een Japans eiland in de Oost-Chinese Zee en het hoofdeiland van de Riukiu-eilanden. Het leefgebied ligt in goed ontwikkeld, ongestoord subtropisch loofbos, met een voorkeur voor plekken met veel zacht, rottend hout voor zover dat nog bestaat in het gebergteketen van Yambaru in het noorden van het eiland.

## Status
De okinawaspecht heeft een klein verspreidingsgebied en daardoor is de kans op uitsterven aanwezig. Het leefgebied wordt bedreigd door houtkappen, de aanleg van een dam en de omzetting van bos in cultuurland voor landbouw, militair oefenterrein of golfbanen. De grootte van de populatie werd in 2009 door BirdLife International geschat op 146 tot 584 individuen. Deze soort staat als ernstig bedreigd (kritiek) op de Rode Lijst van de IUCN.
oostelijke vaalborstspecht (D. analis) ·
tamariskspecht (D. assimilis) ·
streepborstspecht (D. atratus) ·
darjeelingspecht (D. darjellensis) ·
himalayaspecht (D. himalayensis) ·
bruinkeelspecht (D. hyperythrus) ·
witvleugelspecht (D. leucopterus) ·
witrugspecht (D. leucotos) ·
vaalborstspecht (D. macei) ·
grote bonte specht (D. major) ·
okinawaspecht (D. noguchii) ·
Syrische bonte specht (D. syriacus)